# Никола Василевич (сербський футболіст)
Никола Василевич (нар. 19 грудня 1983, Белград, СФРЮ) — сербський футболіст, захисник клубу «Борац» (Баня-Лука).

## Біографія
Його першим професійним клубом став «Борча» з Белграда. Команда в сезоні 2003/04 виступала в Сербській лізі Белград, Василевич зіграв у 10 іграх. Пізніше перейшов в ПКБ з міста Падинска Скела, в команді провів 3 матчі. Потім виступав за «Раднички» (Обреновац), «Раднички» (Белград) та «Раднички» (Пирот).
Влітку 2006 року перейшов в румунський клуб УТА з міста Арад. В чемпіонаті Румунії дебютував 19 вересня 2006 року в виїзному матчі проти «Політехніки» з Ясси (1:0). Всього в чемпіонаті Румунії провів 35 матчів.
На початку 2009 року перейшов на правах вільного агента в запорізький «Металург». У команді він грав під 2 номером. За словами головного тренера Олега Луткова, Василевича запросили через численні травми основних гравців. В Прем'єр-лізі України дебютував 26 квітня 2009 року в виїзному матчі проти харківського «Металіста» (1:1), Василевич почав матч в основі, походу гри він отримав жовту картку, а на 90 хвилині був замінений на Артема Семененка. У складі «Металурга» він грав на позиції лівого захисника. Всього за «Металург» в сезоні 2008/09 він провів 5 матчів та після закінчення сезону з ним було розірвано контракт.
Влітку 2010 року перейшов в белградську «Црвену Звезду». Потім виступав за «Борчу», в якій провів 4 матчі, проте в обох командах так і не зміг пробитись до основного складу. 
Влітку 2011 року перейшов в «Срем» з міста Сремська-Митровиця, де провів весь наступний сезон, після чого перейшов у боснійський «Борац» (Баня-Лука).

## Приватне життя
Його часто плутають з боснійським футболістом Николою Василевичем, який народився з ним в один день і виступав за збірну Боснії і Герцеговини, проте футболісти навіть не знайомі.